# Rio Verde (Arizona)
Rio Verde è una località degli Stati Uniti d'America, situata nella contea di Maricopa, nello Stato dell'Arizona.